# Aleks Paunovic
Aleks Paunovic (Winnipeg, 29 giugno 1969) è un attore canadese.

## Biografia e vita privata
Nato il 29 giugno 1969 a Winnipeg in Canada da genitori serbo-croati, Paunovic faceva parte di una rock band prima di ottenere un lavoro di attore alla sua prima audizione. Sostiene la campagna anti-bullismo della Red Cross/Impact, poiché da bambino era stato vittima di bullismo; l'attore vive a Vancouver.

## Carriera
Paunovic ha recitato in moltissimi film e serie Tv sia statunitensi che canadesi sempre come attore di supporto; tra i suoi lavori spiccano i film Le spie (film 2002), il thriller Personal Effects, il film d'azione Driven to Kill - Guidato per uccidere, il film fantascientifico In the Name of the King 2: Two Worlds, il film d'azione Presa mortale - Il nemico è tra noi, il film horror Dead Rising: Watchtower, la commedia Un poliziotto all'asilo, il film fantascientifico The War - Il pianeta delle scimmie, il thriller Freaks (film 2018), il teso thriller Un uomo tranquillo (film 2019), e molti altri film.

## Filmografia parziale

### Cinema
- Le spie (I spy), regia di Betty Thomas (2002)
- Personal Effects, regia di David Hollander (2009)
- Driven to Kill - Guidato per uccidere (Driven To Kill), regia di Jeff King (2009)
- In the Name of the King 2: Two Worlds, regia di Uwe Boll (2011)
- Presa mortale - Il nemico è tra noi (The Marine 3: Homefront), regia di Scott Wiper (2013)
- Dead Rising: Watchtower,  regia di Zach Lipovsky (2015)
- Un poliziotto all'asilo (Kindergarten Cop 2), regia di Don Michael Paul (2016)
- The War - Il pianeta delle scimmie (War for The Planet of The Apes), regia di Matt Reeves (2017)
- Freaks, regia di Zach Lipovsky e Adam B. Stein.  (2018)
- Siberia, regia di Matthew Ross (2018)
- Un uomo tranquillo (Cold Pursuit), regia di Hans Petter Moland (2019)

### Televisione
- Jeremiah - serie TV, episodio 1x09 (2002)
- Stargate SG-1 - serie TV, episodi 6x01-6x02 (2002)
- John Doe - serie TV, episodio 1x09 (2002)
- Andromeda - serie TV, episodio 3x17 (2003)
- Mutant X - serie TV, episodio 3x15 (2004)
- Cold Squad - Squadra casi archiviati (Cold Squad) - serie TV, episodio 7x04 (2004)
- La zona morta (Dead Zone) - serie TV, episodio 4x06 (2005)
- Battlestar Galactica - serie TV, 5 episodi (2005-2007)
- Whistler - serie TV, episodio 1x09 (2006)
- Eureka - serie TV, episodio 1x09 (2006)
- Saved - serie TV, episodi 1x08-1x09 (2006)
- Supernatural - serie TV, episodi 2x08, 6x08, 11x15 (2006, 2010, 2016)
- Psych - serie TV, episodi 1x02, 7x03, 8x05 (2006, 2013-2014)
- Flash Gordon - serie TV, episodio 1x04 (2007)
- Bionic Woman - serie TV, episodio 1x03 (2007)
- Stargate Atlantis - serie TV, episodio 4x03 (2007)
- Smallville - serie TV, episodi 6x12, 10x15 (2007, 2011)
- Sanctuary - serie TV, episodio 2x09 (2009)
- Human Target - serie TV, episodio 1x03 (2010)
- Caprica - serie TV, episodio 1x15 (2010)
- Gotta Grudge? - serie TV, 8 episodi (2010)
- InSecurity - serie TV, episodio 1x02 (2011)
- Mortal Kombat - serie TV, episodi 1x04-1x05 (2011)
- Arctic Air - serie TV, 7 episodi (2012-2014)
- Republic of Doyle - serie TV, episodio 4x06 (2013)
- Distruzione totale (Destructor) - serie TV, episodi 1x01-1x02 (2013)
- C'era una volta (Once Upon A Time) - serie TV, episodio 2x20 (2013)
- Hell on Wheels - serie TV, episodio 3x07 (2013)
- The 100 - serie TV, 4 episodi (2014-2015)
- Ghost Unit - serie TV, episodio 1x01 (2015)
- Continuum - serie TV, 6 episodi (2015)
- iZombie - serie TV, 8 episodi (2015)
- Motive - serie TV, episodi 4x07-4x08 (2016)
- Van Helsing - serie TV, 36 episodi (2016-2021) - Julius
- Zoo - serie TV, episodi 3x01-3x02 (2017)
- Dirk Gently - Agenzia di investigazione olistica (Dirk Gently's Holisitc Detective Agency) – serie TV, 6 episodi (2017)
- The Detour - serie TV, episodio 3x05 (2018)
- Arrow - serie TV, episodi 7x06-7x07 (2018)
- NarcoLeap - serie TV, 14 episodi (2018-2020)
- See - serie TV, episodio 1x03 (2019)
- Snowpiercer - serie TV, 10 episodi (2020-2022)
- Hawkeye - miniserie televisiva, 6 episodi (2021)
- Fire Country - serie TV, episodio 1x11 (2023)
- Heels - serie TV, episodio 2x04 (2023)
- Reacher - serie TV, episodio 3x06 (2025)

## Doppiatori italiani
Nelle versioni in italiano delle opere in cui ha recitato, Aleks Paunovic è stato doppiato da:
- Simone Mori in Driven to Kill - Guidato per uccidere,[5] FUBAR
- Alessandro Budroni in Smallville, Snowpiercerer
- Roberto Draghetti in iZombie, Dirk Gently - Agenzia di investigazione olistica
- Gerolamo Alchieri in Una spia non basta
- Massimo Bitossi in Zapped - La nuova vita di Zoey
- Stefano Alessandroni in C'era una volta
- Alessandro Ballico in The 100[6]
- Giorgio Bonino in Continuum
- Fabrizio Pucci in Supernatural (ep.11x15)[7]
- Francesco Rizzi in Van Helsing
- Matteo De Mojana in Go with Me - Sul sentiero della vendetta
- Stefano Mondini ne Un poliziotto all'asilo[8]
- Andrea Devenuti in Hawkeye
- Ivan Melukmjan in Reacher